# Grisen i säcken
Se även Grisen i säcken (album).
Se även Köpa grisen i säcken (uttryck).
Grisen i säcken – eller som en kork i mörker eller värmlänningarna kommer tillbaka eller doktor Hakas rekordrevy, allmänt känd som Grisen i säcken, är en revy av Galenskaparna och After Shave som hade premiär på Lorensbergsteatern i Göteborg den 5 oktober 1991.
Grisen i säcken spelades för utsålda hus i två och ett halvt år på Lorensbergsteatern. Hösten 1993 gästspelade man på Stora Teatern i Stockholm. Föreställningen sändes i TV 1994 och låtarna ur första aktens dansbandsopera gavs ut på skiva. Titellåten "Grisen i säcken" låg på Svensktoppen 1992 och 1993 i sammanlagt 17 veckor, varav 7 veckor på förstaplatsen.

## Handling

### Akt I - Som en kork i mörker - en dansbandsopera
Revyns första del är en parodi på Ny demokrati. Skivbolagsdirektören Rune Backman (parodi på Bert Karlsson) har ett antal mer eller mindre nya artister i sitt stall. Han sitter även med i kommunstyrelsen och har storslagna planer på att starta ett eget sommarland som ska kallas Runeland.
Då kliver greve Douglas Richtmeister (parodi på Ian Wachtmeister) in i handlingen och tillsammans bildar de partiet Ny Deodorant.
I rollerna: Bengt m.fl.: Jan Rippe, Jörgen: Per Fritzell, Kaj m.fl.: Peter Rangmar, Sven-Arne m.fl.: Knut Agnred, Ulla m.fl.: Kerstin Granlund, Douglas m.fl.: Anders Eriksson, Rune: Claes Eriksson.
Låtar: 
- Frisörens sång - Jan, Per, Knut, Peter
- Mitt parfymeri - alla
- Grisen i säcken - alla
- Utan mankemang - Per, Claes
- Svärföräldrarna - Knut, Kerstin, Per
- Telefonsamtalet - Claes, Jan
- Mitt lilla rugbylag - Jan
- Bossakungen Astor - Peter, Kerstin
- Min lille streber - Kerstin
- Utan mankemang igen - Per, Claes, Jan, Knut, Peter, Kerstin
- Överraskningarnas man - alla
- Min man har blivit politiker - Per, Kerstin, Anders, Claes
- Stapeldiagram - alla
- Vinden i ryggen - Anders, Claes, Kerstin, Per
- Som en kork i mörker - Peter, Anders, Claes, Jan, Knut, Per
- Min lille streber - Kerstin
- Grisen i säcken tv-leken - alla

### Akt II - Värmlänningarna kommer tillbaka - en pjäs
Scenen är ett hus i Värmland, där en familj väntar på besök från sina släktingar från USA. Pappan i huset har köpt en fontän på postorder, men den fungerar inte. När väl släktingarna kommer blir det inte som familjen förväntat sig. Pappan frågar hela tiden ifall de är släkt med Neil Armstrong, eftersom amerikanarna också heter Armstrong.
I rollerna: Jan: Anders Eriksson, Görel: Per Fritzell, Birger: Peter Rangmar, Tord: Claes Eriksson, Frank: Jan Rippe, Bonnie: Kerstin Granlund, Lester: Knut Agnred

### Akt III - Doktor Hakas rekordrevy - en revy med blandat innehåll och med Macken-final
Denna akt presenteras av Allan Preussen, programledaren i En himla många program, som genom det även gör sin scendebut efter den populära TV-serien 1989.
I denna akt finns flera små sketcher med kända figurer från Galenskaparnas värld. Här finns bland andra Knut På Linjen, Spanar'n och det hela avslutas med en sketch och sång med Roy & Roger.
I rollerna: Allan m.fl.: Claes Eriksson, Roy m.fl.: Anders Eriksson, Syster m.fl.: Kerstin Granlund, Knut m.fl.: Knut Agnred, Stellan m.fl.: Per Fritzell, Roger m.fl.: Jan Rippe, Pierre m.fl.: Peter Rangmar.
Numren varierade något men i den färdiga filmade versionen såg de ut så här:
- Bara ben med Farbror Frej - Claes, Anders
- Ska vi verkligen...? - Kerstin, Jan, Knut, Per, Peter
- Bröderna St Gotthard - Claes, Anders
- Knut på linjen - Knut, Per
- Hoppla - Kerstin, Jan
- Hos doktorn - Peter, Claes, Kerstin
- Vi skjuter en pil - Per, Jan, Knut
- Spanar'n - Peter, Anders, Per, Claes
- En ensam svan - Knut, Kerstin, Peter, Per
- Samtal vid sjön - Anders. Jan
- Gôtt å leva - alla